# Laurent Lucas
Pour les articles homonymes, voir Lucas.
Cet article concerne l'acteur. Pour le syndicaliste, voir Laurent Lucas (syndicaliste).
Laurent Lucas est un acteur français, né le 20 juillet 1965 au Havre.
D'abord comédien de théâtre, il commence une carrière au cinéma en 1997 et obtient une nomination au César du meilleur espoir masculin en 2000 pour Haut les cœurs !. Mais c'est son rôle dans Harry, un ami qui vous veut du bien qui le fait connaitre du grand public. Acteur de composition, il est prisé des cinéastes héritiers de Truffaut, Rivette et Resnais, qui apprécient sa densité et sa capacité à faire vivre un personnage en se taisant. Privilégiant les œuvres singulières, il s’aventure rarement dans le cinéma commercial. En 2003, son nom est associé à trois films sélectionnés au Festival de Cannes : Va, petite !, Tiresia et Qui a tué Bambi ?.
Installé depuis le début des années 2000 à Montréal, il a joué dans des films aussi bien canadiens que français, n'hésitant pas à diversifier les genres en passant des comédies aux drames, des films d'auteurs à de grosses productions, comme Contre-enquête en 2007. À la télévision, il a incarné Boris Vian en 2011 et le cardinal Lustiger en 2013 dans Le Métis de Dieu, puis est apparu dans la série Les Témoins en 2014, dans la deuxième saison des Revenants, en 2015, et enfin dans la Saison 3 du Bureau des légendes en 2017 dans le rôle d’Oron.

## Biographie

### Enfance et formation
Né à Paris d'un père chimiste et d'une mère professeure d'anglais, Laurent Lucas passe son enfance au Havre. Il quitte le lycée à l'âge de 16 ans alors qu'il est en classe de seconde pour devancer l’appel et partir à l’armée. L'envie de devenir comédien lui vient après avoir assisté à un one-man-show à Paris. Pendant son service militaire, il dévore les classiques de la littérature et, en 1989, il intègre l'École Charles Dullin à Paris. En 1993, il rentre au Théâtre national de Strasbourg (TNS) sous la direction de Jean-Marie Villégier,.

### Carrière
Il joue dans de nombreuses pièces de théâtre sous la direction de metteurs en scène tels que Joël Jouanneau, Jean-Louis Martinelli ou Julie Brochen.
Il obtient son premier rôle à la télévision en 1989 dans le téléfilm Les Sirènes de minuit de Philippe Lefebvre. Il apparait ensuite pour la première fois au cinéma en 1997 dans J'ai horreur de l'amour de Laurence Ferreira Barbosa, où il joue le rôle d'un patient séropositif face à Jeanne Balibar. Son interprétation lui vaut une nomination au Prix Michel-Simon 1998, récompense décernée chaque année à un jeune acteur et une jeune actrice.
Il joue ensuite dans plusieurs films d'auteurs : Quelque chose d'organique de Bertrand Bonello en 1998, Rien sur Robert de Pascal Bonitzer et Pola X de Leos Carax en 1999. La même année, il joue le compagnon de Karin Viard dans Haut les cœurs ! de Sólveig Anspach, et décroche une nomination au César du meilleur espoir masculin en 2000.
C'est en 2000 qu'il se fait connaitre du grand public en jouant Michel, le père de famille, rôle principal du film Harry, un ami qui vous veut du bien de Dominik Moll. En 2003, son nom est associé à trois films sélectionnés au Festival de Cannes : Va, petite ! d'Alain Guesnier, Tiresia de Bertrand Bonello et Qui a tué Bambi ? de Gilles Marchand.
À l'aise dans tous les registres, il diversifie les projets : le drame Adieu d'Arnaud des Pallières en 2003, la comédie dramatique Violence des échanges en milieu tempéré de Jean-Marc Moutout, la comédie Tout pour l'oseille de Bertrand Van Effenterre et le film d’épouvante Calvaire de Fabrice Du Welz en 2004. En 2005, il retrouve Dominik Moll dans Lemming, où il donne la réplique à Charlotte Gainsbourg, Charlotte Rampling et André Dussollier. En 2007, il se fait remarquer dans le film canadien Sur la trace d'Igor Rizzi de Noël Mitrani, puis dans Contre-enquête de Franck Mancuso, en pédophile assassin et manipulateur face à Jean Dujardin.
En 2007, il est parrain du Rallye Müvmedia, un concours international de courts-métrages documentaires pour français et québécois. L'année suivante, il devient président du jury du concours.
En 2010, il retrouve pour la deuxième fois le réalisateur Noël Mitrani dans le film canadien L'Affaire Kate Logan. Il doit alors jouer pour la première fois en anglais au côté de l'actrice américaine Alexis Bledel. Il joue une troisième fois dans un film de Noël Mitrani en 2013 dans Le Militaire, portrait sensible d'un ancien soldat traumatisé d'avoir combattu en Afghanistan.
Laurent Lucas est également présent à la télévision. Il obtient un succès critique et public en interprétant le rôle de Boris Vian dans le téléfilm V comme Vian de Philippe Le Guay diffusé sur France 2 en 2011, aux côtés de Julie Gayet et Bernard Le Coq. En 2013, il joue dans un autre téléfilm biopic, Le Métis de Dieu d'Ilan Duran Cohen, où il interprète le Cardinal Lustiger.
En 2014, il joue Kaz Gorbier, un criminel psychopathe, dans la série télévisée Les Témoins de France 2, aux côtés de Thierry Lhermitte et Marie Dompnier. L'année suivante, il fait partie de la deuxième saison de la série Les Revenants de Canal+.
En 2016, il tourne pour la quatrième fois avec le réalisateur Noël Mitrani dans le film dramatique Après coup. Dans le rôle d'un père qui se sent coupable de la mort de l'amie de sa fille, Laurent Lucas dira après le tournage : « À partir du moment où le drame survient, mon personnage est totalement bouleversé à chaque instant. Je n'avais jamais joué un personnage qui subit un bouleversement continu. »
En 2020, après des années d'absence au théâtre, il revient sur scène à Montréal dans la pièce Adieu monsieur Haffmann de Jean-Philippe Daguerre, mise en scène par Denise Filiatrault.

### Vie privée
Laurent Lucas a rencontré sa femme à Montréal sur le tournage de Quelque chose d'organique en 1998. Ils ont deux fils. Ils reviennent vivre en France puis repartent à Montréal. Puis, ils se séparent, mais Laurent Lucas reste vivre au Québec.

## Filmographie

### Cinéma

#### Courts métrages
- 1998 : HLA identique de Thomas Briat : Antoine
- 1999 : Comme c'était bien de Nathalie Boutefeu
- 2006 : Broil d'Erik Cimon : Jean
- 2008 : La Cloison de Maxime-Claude L'Écuyer : Lui
- 2010 : Marya et son amant de Stephane Defoy : Alexis
- 2011 : Rose and Violet de Luc Otter : Hector
- 2011 : À mi-chemin d'Arnaud Bénoliel : Samuel
- 2017 : Jenna
- 2020 : Aniksha de Vincent Toi : Gilles

#### Longs métrages
- 1997 : J'ai horreur de l'amour de Laurence Ferreira Barbosa : Laurent Blondel
- 1998 : Quelque chose d'organique de Bertrand Bonello : Paul
- 1999 : La Nouvelle Ève de Catherine Corsini : Émile
- 1999 : Rien sur Robert de Pascal Bonitzer : Jérôme Sauveur
- 1999 : Pola X de Leos Carax : Thibault
- 1999 : Haut les cœurs ! de Sólveig Anspach : Simon
- 2000 : Harry, un ami qui vous veut du bien de Dominik Moll : Michel
- 2000 : 30 ans de Laurent Perrin : Aurélien
- 2001 : Le Pornographe de Bertrand Bonello : Carles
- 2002 : Dans ma peau de Marina de Van : Vincent
- 2002 : Va, petite ! d'Alain Guesnier : François Meursault
- 2003 : Rire et Châtiment d'Isabelle Doval : Jacques
- 2003 : Qui a tué Bambi ? de Gilles Marchand : Dr Philipp
- 2003 : Tiresia de Bertrand Bonello : Terranova / Père François
- 2003 : Adieu d'Arnaud des Pallières : Chrétien
- 2004 : Violence des échanges en milieu tempéré de Jean-Marc Moutout : Hugo Paradis
- 2004 : Tout pour l'oseille de Bertrand Van Effenterre : Paulo
- 2004 : Calvaire de Fabrice Du Welz : Marc Stevens
- 2004 : Automne de Ra'up McGee : Jean-Pierre
- 2005 : Lemming de Dominik Moll : Alain Getty
- 2005 : Les Invisibles de Thierry Jousse : Bruno
- 2006 : De particulier à particulier de Brice Cauvin : Philippe
- 2006 : Sur la trace d'Igor Rizzi de Noël Mitrani : Jean-Marc Thomas
- 2007 : Contre-enquête de Franck Mancuso : Daniel Eckmann
- 2007 : La Capture de Carole Laure : le père
- 2007 : Toi de François Delisle : Oaul
- 2007 : Le Prince de ce monde de Manuel Gomez : Abbé Donato
- 2008 : Sans état d'âme de Vincenzo Marano : Martin Delvaux
- 2008 : Maman est chez le coiffeur de Léa Pool : le père
- 2008 : De la guerre de Bertrand Bonello : Laurent
- 2008 : La Saison des orphelins de David Tardé : Alexandre Gérard
- 2008 : Elle veut le chaos de Denis Côté : Pierrot
- 2009 : Verso de Xavier Ruiz : Alex Decker
- 2009 : Sommeil blanc de Jean-Paul Guyon : Thomas
- 2010 : L'Affaire Kate Logan de Noël Mitrani : Benoit Gando
- 2010 : Impasse du désir de Michel Rodde : Léo Debond
- 2011 : Gerry d'Alain DesRochers : Claude Faraldo
- 2012 : Je me suis fait tout petit de Cécilia Rouaud : Luc
- 2013 : Le Météore de François Delisle : le gardien
- 2013 : Lac Mystère d'Érik Canuel : Philippe Morel
- 2014 : Piégé de Yannick Saillet : Murat
- 2014 : Alleluia de Fabrice Du Welz : Michel
- 2014 : Le Militaire de Noël Mitrani : le militaire
- 2015 : Floride de Philippe Le Guay : Thomas
- 2015 : Les Démons de Philippe Lesage
- 2015 : Enragés d'Éric Hannezo : le chef
- 2016 : Grave de Julia Ducournau
- 2016 : L'Odyssée de Jérôme Salle : Philippe Tailliez
- 2017 : Après coup de Noël Mitrani : Marc
- 2019 : Une intime conviction d'Antoine Raimbault : Jacques Viguier
- 2019 : À cause des filles..? de Pascal Thomas : Michel
- 2019 : Adoration de Fabrice Du Welz : le père de Gloria
- 2019 : Une manière de vivre de Micheline Lanctôt : Joseph Solomon
- 2020 : Un vrai bonhomme de Benjamin Parent : Vincent
- 2021 : Toutes les deux de Noël Mitrani : le dragueur nocturne
- 2024 : Comme le feu de Philippe Lesage : Eddy
- 2024 : Le Dossier Maldoror de Fabrice Du Welz : Charles Hinkel

### Télévision

#### Téléfilms
- 1989 : Les Sirènes de minuit de Philippe Lefebvre : Fournier
- 1999 : Bonne Nuit : Grégoire
- 2001 : Zaïde, un petit air de vengeance de Josée Dayan : Patrice Wolfe
- 2006 : Les Vauriens de Dominique Ladoge : Ferrandi
- 2011 : V comme Vian de Philippe Le Guay : Boris Vian
- 2011 : L'Infiltré de Giacomo Battiato : François Rubis
- 2011 : Qui sème le vent de Fred Garson : Hugo Geoffroy
- 2013 : Le Métis de Dieu d'Ilan Duran Cohen : Jean-Marie Lustiger
- 2021 : Service volé de Jérôme Foulon : Tony, l'entraîneur d'Isabelle Demongeot
- 2022 : L'Affaire Annette Zelman de Philippe Le Guay : Hubert Jausion

#### Séries télévisées
- 2014 : Les Témoins - 6 épisodes : Kaz Gorbier
- 2014-2016 : Les Jeunes Loups : Thierry Desmoulins
- 2014-2018 : Mensonges : Thierry Desmoulins
- 2015 : Les Revenants - 8 épisodes
- 2016 : Les Hommes de l'ombre (saison 3)
- 2017 : Mémoires Vives : Ludovic D'Auteuil
- 2017 : Le Bureau des légendes (saison 3) : Oron
- 2019 : Criminal: France : Olivier Hagen
- 2019 : Vernon Subutex : Laurent Dopalet
- 2020 : La Révolution : Charles de Montargis
- 2021 : Bête noire : Thierry Desmoulins
- 2022-2023 : Classé Secret : Robin Denard
- 2024 : La Chute de Paris : Pascal Moulin
- 2024: Dumas : Pierre-Henri Cazal

## Théâtre
- 1993 : Alphée ou La Justice d'amour d'Alexandre Hardy, mise en scène Jean-Marie Villégier
- 1993 : Baal de Bertolt Brecht, mise en scène Daniel Girard (Théâtre de Gennevilliers, Théâtre national de Strasbourg)
- 1993 : L'Institut Benjamenta de Joël Jouanneau d'après Robert Walser, mise en scène Joël Jouanneau (Théâtre Vidy-Lausanne, Théâtre national de Strasbourg, Théâtre de la Bastille)
- 1994 : Le Monte-plats d'Harold Pinter, mise en scène Stephen Tich
- 1994 : Bingo d'Edward Bond, mise en scène Alain Millianti
- 1995 : La Dispute de Marivaux, mise en scène Dominique Pitoiset (Théâtre national de Bretagne)
- 1996 : C'était le jour de la fête, d'après Penthésilée de Heinrich von Kleist, mise en scène Julie Brochen
- 1997 : La Ronde d’Arthur Schnitzler, mise en scène Balázs Gera
- 1997 : Andromaque de Jean Racine, mise en scène Jean-Louis Martinelli (Théâtre national de Strasbourg)
- 1998 : Penthésilée de Heinrich von Kleist, mise en scène Julie Brochen (Le Quartz, Théâtre de la Bastille)
- 2000 : Commentaire d'amour de Jean-Marie Besset, mise en scène Jean-Marie Besset et Gilbert Désveaux (Théâtre Tristan-Bernard)
- 2011 : Dom Juan de Molière, mise en scène Julie Brochen (Théâtre national de Strasbourg)
- 2020 : Adieu monsieur Haffmann de Jean-Philippe Daguerre, mise en scène Denise Filiatrault (Théâtre du Rideau Vert)

## Distinctions
- Fantastic Fest 2014 : Meilleur acteur dans un film fantastique pour Alleluia